# V1334 Геркулеса
V1334 Геркулеса (лат. V1334 Herculis) — кратная звезда в созвездии Геркулеса на расстоянии приблизительно 58 световых лет (около 17,9 парсек) от Солнца. Возраст звезды определён как около 109 млн лет.

## Характеристики
Первый компонент (WDS J18131+2602A) — красный карлик, вращающаяся переменная звезда типа BY Дракона (BY) спектрального класса M3,8, или M4V, или M4*, или M4,5, или M5. Видимая звёздная величина звезды — от +12,86m до +12,77m. Масса — около 0,347 солнечной, радиус — около 0,3516 солнечного, светимость — около 0,003 солнечной. Эффективная температура — около 3200 K.
Второй компонент (WDS J18131+2602B) — красный карлик спектрального класса M3,8. Видимая звёздная величина звезды — +14,4m. Удалён на 1,5 угловой секунды.
Третий компонент (WDS J18131+2602C). Удалён на 10 угловых секунд.
Четвёртый компонент (WDS J18131+2602D). Видимая звёздная величина звезды — +15,4m. Удалён на 4,1 угловой секунды.